# Baeorix
Baeorix is een geslacht van hooiwagens uit de familie Assamiidae.
De wetenschappelijke naam Baeorix is voor het eerst geldig gepubliceerd door Thorell in 1889. 

## Soorten
Baeorix is monotypisch en omvat slechts de volgende soort:
- Baeorix manducus